# Ficus asperula
Ficus asperula är en mullbärsväxtart som beskrevs av Bur.. Ficus asperula ingår i släktet fikonsläktet, och familjen mullbärsväxter. Inga underarter finns listade i Catalogue of Life.